# Somalarthrocera
Somalarthrocera is een geslacht van kevers uit de familie oliekevers (Meloidae).
Het geslacht is voor het eerst wetenschappelijk beschreven in 2008 door Turco & Bologna.

## Soorten
Het geslacht omvat de volgende soorten:
- Somalarthrocera savanicola Turco & Bologna, 2008
- Somalarthrocera semirufa (Fairmaire in Revoil, 1882)